# Dunavățu de Sus, Tulcea
Dunavățu de Sus (în ucraineană Верхній Дунавець, în rusă Горни Дунавец) este un sat în comuna Murighiol din județul Tulcea, Dobrogea, România. Pe hărțile vechi, precum este de exemplu cea de stat-major a Rusiei și a Turciei europene, a inginerului cartograf francez napoleonian E. Lapie, publicată în 1812 de editura P. A. P. Tardieu de la Paris, apar satele Bârleni și Filipești care corespund cu actualele localități Dunavățu de Sus și Dunavățu de Jos. Aceleași sate apar sub denumirile de Бырлэнъ (Bîrlen') și Филипесской (Filipeskoi) în documentele geografului rus A. Zasciuk.

## Istorie
Istoricul antic Herodot denumește locul capul Pteros (Πτεροϛ Ακρα) adică al aripilor, probabil din cauza păsărilor de mare. În epoca romană târzie, aluviunile dunărene învăluie capul, transformând golfurile Argamos și Halmyris în limane. În anul 370 se stabilesc în zonă, mai întâi ca aliați ai Romanilor, goții din rândurile cărora se naște, în castra de la Platei Pegiae (lângă Dunavățu de Jos), regele lor (395–410) Alarich întâiul, primul conducător germanic care a cucerit Roma antică. În anul 970, țarul Rusiei Kievene, Sviatoslav I își stabilește tot în zonă tabăra, numită Pereiaslaveț, dar este alungat în anul următor de către greci. După câteva decenii petrecute în stăpânirea tătărească, dobrogeană, apoi munteană, Imperiul Otoman pune mâna pe Dunavățul de Sus în 1422. În decursul perioadei otomane, populației băștinașe de "dicieni" (românii dobrogeni) i se adaugă elemente moldovene alungate din Bugeac de către tătari, dar mai ales numeroși fugari lipoveni persecutați în Imperiul Rus, între anii 1654 și 1796, în două mari valuri: primul după răscoala lui Bulavin, pe vremea lui Petru cel Mare, al doilea, în timpul țarinei Ecaterina a II-a (1762-1796). Aceștia din urmă, devenind majoritari, au fost însoțiți și de ucraineni. În 1878, ca toată regiunea, Dunavățu de Sus a fost integrat Regatului României.